# Tachydromia tucumanensis
Tachydromia tucumanensis är en tvåvingeart som beskrevs av Claps 1991. Tachydromia tucumanensis ingår i släktet Tachydromia och familjen puckeldansflugor. Inga underarter finns listade i Catalogue of Life.